# Manfred Erhardt
Manfred Erhardt (* 21. März 1939 in Stuttgart) ist ein Wissenschaftler und ehemaliger Politiker der CDU.

## Ausbildung und Beruf
Von 1959 bis 1964 studierte Manfred Erhardt Rechtswissenschaften an der Universität Tübingen und an der FU Berlin. In Tübingen wurde er Mitglied der Studentenverbindung ATV Arminia im ATB. Nach dem Studium war er wissenschaftlicher Assistent an der Universität Tübingen, gefolgt von der zweiten Juristischen Staatsprüfung und der Promotion zum Dr. iur. Von 1969 bis 1971 war er Hochschul-Referent im Bundesministerium für Bildung und Wissenschaft. Danach folgte eine Zeit als Referent für die Universität Tübingen und für Angelegenheiten des Hochschulrechts im Kultusministerium Baden-Württemberg.
Von 1974 bis 1978 war Erhardt Leiter des Referats Berufsakademien und Rechtsangelegenheiten der beruflichen Schulen, und von 1978 bis 1982 Leiter des zentralen Haushalts- und Personalreferates im Ministerium für Wissenschaft und Kunst Baden-Württemberg. Seit 1981 ist er Lehrbeauftragter für öffentliches Recht und seit 1988 Honorarprofessor an der Universität Tübingen.

## Politische Tätigkeit
Von 1982 bis 1984 folgten zwei Jahre als Geschäftsführer der CDU-Fraktion im baden-württembergischen Landtag. Von 1984 bis 1991 war er Ministerialdirektor und Amtschef des Ministeriums für Wissenschaft und Kunst Baden-Württemberg.
Am 24. Januar 1991 wurde er als Senator für Wissenschaft und Forschung nach Berlin geholt und war in dieser Funktion zugleich Präsident der Kultusministerkonferenz. Dieses Amt übte Manfred Erhardt bis 1996 aus und wurde dann bis 2004 Generalsekretär des Stifterverbandes für die Deutsche Wissenschaft in Essen.
Erhardt war Mitglied im Stiftungsrat der Schering Stiftung (Berlin) und Gesellschafter der Dieter Schwarz Stiftung (Neckarsulm). Die York University verlieh ihm 1999 die Ehrendoktorwürde.

## Veröffentlichungen
- Die Befehls- und Kommandogewalt. Begriff, Rechtsnatur und Standort in der Verfassungsordnung der Bundesrepublik Deutschland (= Schriften zum öffentlichen Recht, Bd. 95). Duncker & Humblot, Berlin 1969 (= Dissertation Universität Tübingen).
- Hochschulstatistikgesetz. Kommentar (= Hochschulrecht des Bundes, Bd. 4). Bock, Bad Honnef 1972, ISBN 3-87066-013-9.
- Über die Diskrepanz von Wollen und Vollbringen in der Bildungspolitik. In: Barbara Remmert (Hrsg.): Deutschlands Zukunft – Dur oder Moll? Vortragsveranstaltung am 5. Februar 2011 zum 80. Geburtstag von Thomas Oppermann. Wissenschaftliche Buchgesellschaft, Darmstadt 2012, S. 45–64, ISBN 3-534-25505-4.